# آلبرشت شوخ
آلبرشت شوخ (به آلمانی: Albrecht Schuch) (زاده ۲۱ اوت ۱۹۸۵) بازیگر اهل آلمان است.
از فیلم‌ها یا برنامه‌های تلویزیونی که وی در آن نقش داشته‌است می‌توان به در جبهه غرب خبری نیست اشاره کرد.
او برای بازی در فیلم در جبهه غرب خبری نیست نامزد دریافت جایزه بفتای بهترین بازیگر نقش مکمل مرد شد.
خواهر او کارولینه شوخ نیز بازیگر است.